# Micraglossa cupritincta
Micraglossa cupritincta là một loài bướm đêm trong họ Crambidae.